# Katarína Prokešová
Katarína „Katka“ Prokešová (* 1. Februar 1976 in Bratislava) ist eine ehemalige slowakische Trampolinturnerin und jetzige Turntrainerin. Sie nahm 2004 für die Slowakei an den Olympischen Sommerspielen teil und ist seit 2020 die Bundestrainerin im Trampolinturnen.

## Karriere
Katarína Prokešová, welche auch bereits für die Tschechoslowakei aktiv war, schaffte im Trampolinturnen für die Slowakei die Qualifikation für die Olympischen Sommerspiele 2004 in Athen und ist damit die erste und bis heute (Stand: 2023) einzige slowakische Trampolinturnerin, welche sich für Olympische Spiele qualifizieren konnte. Beim Trampolinwettbewerb der Frauen in der OAKA Olympic Indoor Hall verpasste sie als Zehnte um weniger als einen Punkt die Qualifikation für das Finale. Bereits während ihrer aktiven Karriere war sie in Deutschland aktiv und vertrat den deutschen Sportverein TGJ Salzgitter aus der niedersächsischen Stadt Salzgitter. Auch nach ihrer aktiven Karriere blieb sie in Deutschland und wurde später vom Niedersächsischen Turner-Bund als Landestrainerin für Trampolinturnen in Niedersachsen angestellt. Zum 1. Dezember 2020 verpflichtete der Deutsche Turner-Bund sie als Bundestrainerin im Trampolinturnen. Ihr Aufgabenbereich ist dabei nicht nur die Betreuung der Trampolin-Nationalmannschaft, sondern auch der Juniorinnen und Junioren. Dadurch wurde sie sowohl Nachfolgerin des bisherigen Team-Managers Patrick Siegfried als auch des Nachwuchstrainers Markus Thiel.